# Fwâi jezik
Fwâi jezik (ISO 639-3: fwa; poai, yehen, yengen), austronezijski jezik uže novokaledonske skupine, kojim govori 1 130 ljudi (1996 census) u novokaledonskoj komuni Hiènghène i između Ouenguipa i Pindachea.
Zajedno s još tri jezika jawe [jaz], nemi [nem] i pije [piz] čini podskupinu nemi, dio sjevernih novokaledonskih jezika

## Vanjske poveznice
- Ethnologue (14th)
- Ethnologue (15th)